# Mimistaka
Mimistaka is een geslacht van vliesvleugeligen uit de familie Eucharitidae. De wetenschappelijke naam van dit geslacht is voor het eerst geldig gepubliceerd in 2005 door Heraty.

## Soorten
Het geslacht Mimistaka is monotypisch en omvat slechts de volgende soort:
- Mimistaka unispina (Heraty, 2002)